# Simulium beringovi
Simulium beringovi är en tvåvingeart som beskrevs av Bodrova 1988. Simulium beringovi ingår i släktet Simulium och familjen knott. Inga underarter finns listade i Catalogue of Life.